# Stenus leviceps
Stenus leviceps är en skalbaggsart som beskrevs av Thomas Casey. Stenus leviceps ingår i släktet Stenus och familjen kortvingar. Inga underarter finns listade i Catalogue of Life.